# Weymouth y Pórtland
Weymouth y Portland es un distrito de gobierno local con el estatus de municipio ubicado en el condado de Dorset en Inglaterra. Está compuesto por la localidad y destino turístico de Weymouth y la isla de Portland principalmente, y de poblados periféricos como Preston, Melcombe Regis, Upwey, Broadwey, Fortuneswell e Easton.